# Campeonato Panamericano de Balonmano Femenino
El Campeonato Panamericano de Balonmano Femenino fue la máxima competición de balonmano entre selecciones femeninas nacionales de América. El torneo se celebraba desde el año 1986; la organización corre a cargo de la Federación Panamericana de Balonmano (PATHF) y actualmente se realizan cada dos años (los impares). El Campeonato Panamericano también sirvió como torneo de clasificación para el Campeonato Mundial de Balonmano. En 2018 el torneo se subdividió en dos: el Campeonato Sur-Centroamericano y el Campeonato Norteamericano y Caribeño.

## Ediciones
| N.º  | Año  | Sede                 | Oro            | Plata          | Bronce               |
| ---- | ---- | -------------------- | -------------- | -------------- | -------------------- |
| I    | 1986 | Brasil               | Estados Unidos | Canadá         | Brasil               |
| II   | 1989 | Estados Unidos       | Canadá         | Estados Unidos | Brasil               |
| III  | 1991 | Brasil               | Estados Unidos | Canadá         | Brasil               |
| IV   | 1997 | Brasil               | Brasil         | Canadá         | Uruguay              |
| V    | 1999 | Argentina            | Brasil         | Cuba           | Argentina            |
| VI   | 2000 | Brasil               | Brasil         | Uruguay        | Groenlandia          |
| VII  | 2003 | Brasil               | Brasil         | Argentina      | Uruguay              |
| VIII | 2005 | Brasil               | Brasil         | Argentina      | Uruguay              |
| IX   | 2007 | República Dominicana | Brasil         | Argentina      | República Dominicana |
| X    | 2009 | Chile                | Argentina      | Brasil         | Chile                |
| XI   | 2011 | Brasil               | Brasil         | Argentina      | Cuba                 |
| XII  | 2013 | República Dominicana | Brasil         | Argentina      | República Dominicana |
| XIII | 2015 | Cuba                 | Brasil         | Cuba           | Argentina            |
| XIV  | 2017 | Argentina            | Brasil         | Argentina      | Paraguay             |

### Medallero histórico
* Actualizado hasta Maceio (Brasil) 2018
| Núm. | País                 | Oro | Plata | Bronce | Total |
| ---- | -------------------- | --- | ----- | ------ | ----- |
| 1    | Brasil               | 10  | 1     | 3      | 14    |
| 2    | Estados Unidos       | 2   | 1     | 0      | 3     |
| 3    | Argentina            | 1   | 6     | 2      | 9     |
| 4    | Canadá               | 1   | 3     | 0      | 4     |
| 5    | Cuba                 | 0   | 2     | 1      | 3     |
| 6    | Uruguay              | 0   | 1     | 3      | 4     |
| 7    | República Dominicana | 0   | 0     | 2      | 2     |
| 8    | Paraguay             | 0   | 0     | 1      | 1     |
| 9    | Chile                | 0   | 0     | 1      | 1     |
| 9    | Groenlandia          | 0   | 0     | 1      | 1     |
|      | TOTAL                | 15  | 15    | 15     | 45    |